# П'єр-Марк Бушар
П'єр-Марк Бушар (фр. Pierre-Marc Bouchard; 27 квітня 1984, м. Шербрук, Канада) — канадський хокеїст, правий нападник. Виступає за «Міннесота Вайлд» у Національній хокейній лізі.
Виступав за «Шикутімі Сагенес» (QMJHL), «Міннесота Вайлд», «Х'юстон Аерос» (АХЛ).
В чемпіонатах НХЛ — 522 матчі (98+229), у турнірах Кубка Стенлі — 16 матчів (3+4).
У складі молодіжної збірної Канади учасник чемпіонату світу 2003. У складі юніорської збірної Канади учасник чемпіонату світу 2002.

## Досягнення та нагороди
- «Кубок RDS» — найкращому новачку року QMJHL (2001)
- Срібний призер молодіжного чемпіонату світу (2003).